# Пограничное (Саратовская область)
Пограничное — село в Новоузенском районе Саратовской области. Первоначально известно как село Николаевка.
Расположено в восточной части района на правом берегу реки Дюра, на границе России и Казахстана, в 23 км от районного центра, города Новоузенск.
Население села - 670 (2010). Основано в 1765 году. В селе имеется школа, дом культуры, отделение связи.

## История
Казённая деревня Николаевка (на реке Дюра) упоминается в Списке населенных мест Российской империи по сведениям 1859 года. В 1859 году в деревне проживало 230 жителей. Деревня относилась к Новоузенскому уезду Самарской губернии. 
Согласно Списку населённых мест Самарской губернии 1910 года Николаевка являлась волостным селом Николаевской волости, здесь проживало 598 мужчин и 570 женщин, село населяли бывшие государственные крестьяне, преимущественно русские и малороссы, православные, в селе имелись церковь, земская школа, 3 ветряные мельницы, волостное правление, земская станция, проводились ярмарка, по воскресеньям базары, работали урядник и фельдшер.
В 1919 году в составе Новоузенского уезда село включено в состав Саратовской губернии.

## Население
Динамика численности населения по годам:
| Годы      | 1859 | 1889 | 1897 | 1910 | 2002 |
| --------- | ---- | ---- | ---- | ---- | ---- |
| Население | 230  | 1277 | 989  | 1168 | 815  |

| 2002 | 2010 |
| ---- | ---- |
| 824  | ↘670 |

Национальный состав
Согласно результатам переписи 2002 года большинство населения составляли русские (64 %) и казахи (26 %).

## Известные жители
В селе родился Герой Советского Союза Михаил Копылов.